# Секретин
Секретин — пептидний гормон шлунково-кишкового тракту, належить до так званих «тканинних гормонів». Секретується S-клітинами слизової оболонки верхнього відділу тонкої кишки, які розташовані в криптах Ліберкюна, а також δ-клітинами підшлункової залози. Бере участь у регуляції секреторної діяльності підшлункової залози, регулює водний гомеостаз по всьому тілу, і впливає на внутрішнє середовище дванадцятипалої кишки, регулюючи секрецію в шлунку і підшлунковій залозі.

## Історія відкриття
Відкритий у 1902 англійськими фізіологами Вільямом Бейліссом і Ернестом Старлінгом. Старлінг на основі вивчення секретину у 1905 році ввів в науку саме поняття «гормон».
Вільям Бейлісс і Ернест Старлінг вивчали, як нервова система контролює процес травлення. Було відомо, що підшлункова залоза виділяє травні соки у відповідь на проходження хімусу через сфінктер воротаря в дванадцятипалу кишку. В експерименті на тваринах вони перерізали всі нерви, що йдуть до підшлункової залози, проте все одно спостерігали виділення секрету підшлункової залози в кишку при дотиканні грудочки їжі до слизової оболонки кишки. Оскільки шлунковий сік має велику кількість соляної кислоти, фізіологи вирішили подіяти на слизову лише кислотою, без їжі. Денервована підшлункова залоза продовжувала відповідати секрецією лише на подразнення кишки кислотою.
Наступним кроком було висічення ділянки дванадцятипалої кишки у щойно забитої тварини і занурення цієї ділянки в соляну кислоту. Невелика кількість кислотного екстракту набрали в шприц і за допомогою тонкої голки ввели у вену іншої тварини. Його підшлункова залоза відразу
відреагувала і почала виділяти травний сік, хоча тварину перед дослідом не годували. Висновок був ясний. Слизова оболонка кишки реагувала на пускову дію кислоти, яка надходило в
кров. Кровотік доставляв цю речовину по системі кровообігу до всіх ділянок тіла, в кожен орган, включаючи підшлункову залозу. Коли речовина досягало підшлункової залози, воно якимось чином стимулювало виділення нею травного соку. Вони визначили, що речовина, яка виділяється слизовою оболонкою кишки стимулює підшлункову залозу .

## Будова
За хімічною структурою він складається з 27 амінокислотних залишків, в якому перші 16 амінокислотних залишків з N- кінця майже повністю повторюють 1 — 16 -у амінокислотну послідовність молекули глюкагону, а в С -кінцевий його частини, як і в глюкагону, переважають гідрофобні залишки.
Послідовність амінокислот: HO2C–His-Ser-Asp-Gly-Thr-Phe-Thr-Ser-Glu-Leu-Ser-Arg-Leu-Arg-Asp-Ser-Ala-Arg-Leu-Gln-Arg-Leu-Leu-Gln-Gly-Leu-Val–NH2.
Секретин спочатку синтезується у вигляді білка — попередника 120 амінокислоти, відомого як просекретин. Цей попередник містить N -кінцевий сигнальний пептид, секретин (залишки 28-54) і С-кінцевий пептид 72 — амінокислоти. Зрілий пептид секретин є лінійним пептидним гормоном, який складається з 27 амінокислот і має молекулярну масу 3055. Спіраль формується в амінокислотах між положенням 5 і 13.
Близьку до секретину структуру має ще цілий ряд пептидних горомонов: вазоактивний інтестинальний пептид , глюкозозалежний інсулінотропний поліпептид, глюкагон, ентероглюкагон , кальцитонін, паратгормон , кортикотропін, рилізинг -фактор гормону росту та інші і тому всі ці пептиди відносять до сімейства секретину. У людини, секретинний пептид, кодується геном SCT. Виробляється спеціалізованими клітинами слизової оболонки верхнього відділу тонкої кишки, головним чином, під впливом соляної кислоти, яка надходить в кишку. S -клітини, наявні в слизовій оболонці дванадцятипалої кишки, в проксимальній частини тонкої кишки, і в значно меншій кількості, в інших частинах тонкої кишки, продукують неактивний попередник секретину поліпептид просекретін, що перетворюється під дією соляної кислоти шлункового соку при рН < 4 в секретин.

## Функція
Функція полягає в тому, щоб спричинити в підшлунковій залозі виділення двовуглекислої солі (бікарбонату). Секретин бере участь у ряді функцій організму, його основна роль полягає в стимулюванні підшлункової залози для вироблення травної рідини, яка багата на бікарбонат і нейтралізує кислоти зі шлунку, оскільки вони проходять в тонку кишку. Всмоктуючись у кров, секретин досягає підшлункової залози, в якій посилює секрецію води та електролітів, переважно бікарбонату.
Вивільнення секретину починається у дванадцятипалій кишці при рН 4,5 і зростає при
подальшому зменшенні величини рН. У результаті, якщо рН у дванадцятипалій кишці зростає вище 4,5, секретин не може бути звільнений. Секретин регулює зовнішньосекреторну функцію підшлункової залози.
Дія секретину реалізується в результаті його взаємодії з мембранними рецепторами клітин-мішеней, стимуляції завдяки цьому аденілатциклази і підвищення вмісту циклічності аденозинмонофосфата в клітинах. Головне місце його дії — вивідні протоки підшлункової залози в дванадцятипалу кишку. Якщо кислотність в цій зоні підвищується, то секретин затримує виділення підшлункового соку.
Дія секретину багатозначна — підвищений його рівень робить шлунок і тонка кишка малорухомими, активує виділення жовчі і скорочення жовчного міхура. Також зміст секретину підвищено у хворих, які хворіють на виразкову хворобу дванадцятипалої кишки.
Секретин стимулює продукцію бікарбонатів епітелієм жовчних, панкреатичних проток і
дуоденальних залоз. Не впливає на утворення залозою ферментів. Цю функцію виконує інша речовина, що виробляється в слизовій оболонці кишки, — панкреозимін. Уповільнює перистальтику шлунка і товстої кишки. Виділення секретину інгібується Н2-антагоністами, які знижують секрецію шлункового соку.
Коли секретин зв'язується з рецепторами клітин підшлункової залози, то стимулює активність
аденілатциклази і перетворює АТФ в цАМФ. Циклічний АМФ діє у ролі вторинного месенджера у внутрішньоклітинній передачі сигналу і призводить до збільшення випуску бікарбонату.

#### Позитивний вплив секретину
Секретин надає цілий ряд позитивних впливів, і еякі з них видаються вельми значними, оскільки вони пов'язані з проблемами візуального контакту, спілкування, усвідомлення навколишнього світу або мови.
Крім подібних поліпшень в поведінці, пізнавальної діяльності та чутливості до навколишнього світу, існує чимало свідчень про значні і абсолютно несподівані зміни у фізіологічних функціях в результаті прийому секретину, наприклад: 
- поліпшення сну;
- зниження підвищеного рівня антитіл краснухи і свинки до нормального рівня

Секретин також тісно пов'язаний з багатьма мозковими функціями. Можливо, він стимулює вироблення та використання серотонінового нейропередатчика. Втім, рецептори секретину існують в декількох областях центральної нервової системи, включаючи і очі.
Секретин використовується для лікування аутизму.
За думкою доктора Римленда, від Інституту вивчення аутизму в Америці, секретин можуть також брати участь у багатьох заходах мозку, включаючи стимулювання і використання нейромедіатора серотоніна. Рецептори секретину локалізовані в багатьох місцях в центральній нервовій системі, у тому числі очі.  Він не впевнений, чи може секретин зменшити прояви аутизму через його дії на підшлункову залозу або на мозок, проте для
деяких існує зв'язок між шлунково-кишковим трактом і функцією мозку. За словами Пола Шатока, від Блоку Дослідження аутизму, білки не засвоюються належним чином в
шлунку аутичних дітей протікатиме в кровотік і в кінцевому підсумку переходять до мозку.